# Escalada clásica

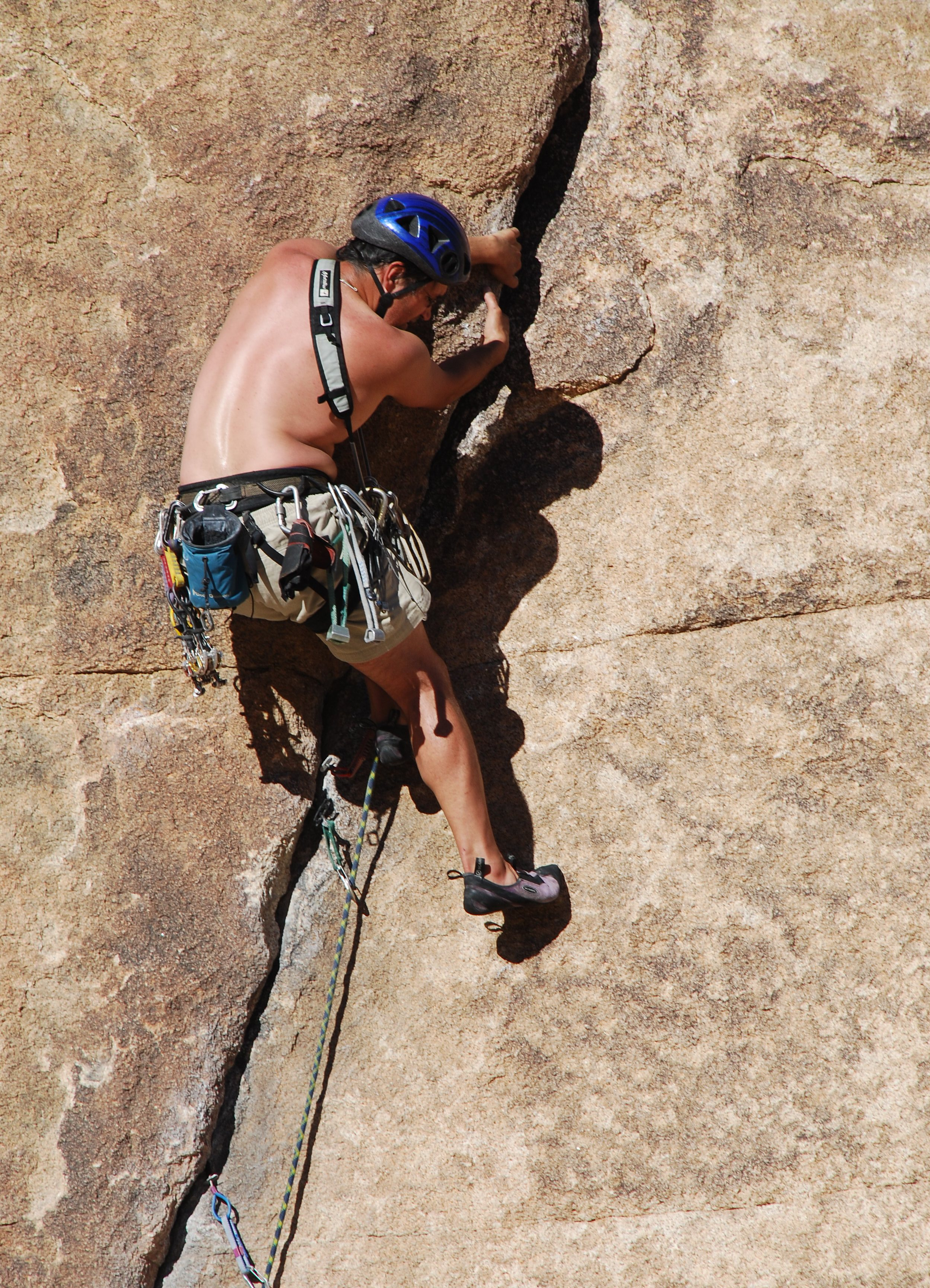
Escalador

La escalada clásica o tradicional es una modalidad de escalada en la que se hace especial hincapié en los métodos tradicionales de aseguramiento; utilizando como puntos de anclaje sistemas no fijos (empotradores, clavos, nudos, etc.), que se emplazan en grietas o agujeros naturales, y luego se recuperan. Podemos decir que en esta modalidad el escalador recupera sus anclajes al contrario de otras que tienen sistemas de anclaje fijados en la pared previamente a la escalada (propio de la escalada deportiva).
Se incluye así ahora en la categoría "Área de Escalada" en el artículo Montañismo en lugar del antiguo "Escalada en zonas de roca" anterior por oposición a escalada deportiva y porque por definición toda escalada que no sea en hielo es en zonas de roca.